# Szlachta (stacja kolejowa)
Szlachta – stacja węzłowa w Szlachcie. Według klasyfikacji PKP ma kategorię dworca lokalnego.

## Ruch pasażerski
| Rok  | Wymiana pasażerska na dobę |
| ---- | -------------------------- |
| 2017 | 50-99                      |
| 2022 | 20-49                      |

## Położenie
Stacja położona jest w południowej części Szlachty.

## Historia
W 1906 roku oddano do użytku linię kolejową łączącą Laskowice Pomorskie z Czerskiem (obecna linia 215). Dwa lata później po przedłużeniu linii kolejowej Smętowo – Skórcz Szlachta stała się węzłem kolejowym. W 1930 roku oddano do użytku krótką (1,371 km) łącznicę łączącą Lipowę Tucholską ze Szlachtą.
W 2014 r. wymieniono część semaforów kształtowych na świetlne.

## Linia kolejowa
Szlachta jest lokalnym węzłem kolejowym, w którym krzyżują się linia kolejowa nr 215 oraz łącznica, pozwalająca na wjazd na linię kolejową nr 201. Wszystkie linie są niezelektryfikowane, normalnotorowe, jednotorowe.

## Pociągi
Przez Szlachtę kursuje (stan na 2009) 7 par pociągów obsługiwanych przez spółkę Arriva PCC Rail.

## Infrastruktura
Dworzec jest piętrowy, zbudowany z cegły, kryty eternitem. Do dworca przylega magazyn. Perony są niskie niekryte, pokryte płytami chodnikowymi.